# Richard III, Công tước xứ Normandie
Richard III (997/1001 - 6 tháng 8 năm 1027) là nhà cai trị thứ 5 của Công quốc Normandy, tại vị từ tháng 08/1026 đến khi qua đời vào tháng 08/1027. Triều đại của ông chỉ kéo dài vỏn vẹn 1 năm, và mở đầu bằng một cuộc nổi dậy của em trai mình. 
Richard III là con trai cả của Richard II, cháu nội của Richard I xứ Normandy, cháu cố của William Kiếm dài và là chắc nội của nhà quân sự người Viking Rollo, cũng là vị Công tước xứ Normandy đầu tiên.

## Cuộc sống đầu đời
Richard III là con trai cả và người thừa kế của Richard II, Công tước xứ Normandy. Vào khoảng năm 1026, Richard được cha mình cử đi chỉ huy một đội quân lớn để giải cứu Reginald (sau này là Bá tước xứ Burgundy), cũng là anh rể của ông. Đoàn quân đã tấn công giám mục và bá tước Hugh xứ Chalon, người đã bắt và giam giữ Reginald ở Chalon-sur-Saône.

## Cai trị
Khi Richard II qua đời vào tháng 08 năm 1026, con trai cả của ông, Richard III trở thành Công tước xứ Normandy. Ngay sau khi triều đại của ông bắt đầu, người em trai Robert, thấy bất mãn vì được phong cho một lãnh địa quá xa - tỉnh Hiemois ở biên giới Normandy, vì thế đã nổi dậy chống lại anh trai mình. Robert bao vây thị trấn Falaise, nhưng nhanh chóng bị Richard bắt giữ, sau khi thề trung thành với anh trai, Robert được thả tự do và quay về thái ấp của mình. Không lâu sau Richard đã giải tán quân đội và trở về Rouen, khi ông đột ngột qua đời (một số người nói là đáng ngờ), Công quốc Normandy được truyền lại cho người em trai vừa mới nổi dậy.

## Hôn nhân
Vào tháng 01 năm 1027, ông kết hôn với Adela của Pháp, một dòng dõi quý tộc. Bà thường được xác định là con gái nhỏ của Vua Robert II của Pháp, người đã kết hôn với Baldwin V, Bá tước xứ Flanders sau cái chết của Richard ngày 6 tháng 8 năm 1027.

## Hậu duệ
Cuộc hôn nhân của Richard với Adela không có con. Nhưng ông đã có 2 người con ngoài giá thú với một người tình: 
- Alice, người đã kết hôn với Ranulph, Tử tước xứ Bayeux.[4][5]
- Nicholas, tu sĩ tại Fecamp, Viện trưởng Tu viện Saint-Ouen, Rouen (mất ngày 26 tháng 2 năm 1092). [4][6]